# دیوید وان آنکن
دیوید وان آنکن (انگلیسی: David Von Ancken؛ ‏ ۵ دسامبر ۱۹۶۴ – ۲۶ ژوئیهٔ ۲۰۲۱) کارگردان فیلم، کارگردان تلویزیونی و فیلم‌نامه‌نویس اهل ایالات متحده آمریکا بود. وی بین سال‌های ۱۹۹۷ تا ۲۰۲۰ میلادی فعالیت می‌کرد.
از فیلم‌ها یا مجموعه‌های تلویزیونی که وی در آن‌ها نقش داشته‌است، می‌توان به قهرمان‌ها، دختر سخن‌چین، سی‌اس‌آی: نیویورک، پرونده سرد، کالیفرنیکیشن، سرافیم فالز، خاطرات خون‌آشام، جهنم متحرک و توت اشاره نمود.